# 宇樹科技
杭州宇樹科技有限公司（こうしゅううじゅかぎゆうげんこうし、中国名：杭州宇树科技有限公司、通称：Unitree Robotics（ユニツリー・ロボティクス））は、中国の杭州市に本社を置くロボット企業である。同社は個人消費者を対象とした四足歩行ロボットを専門としている。2016年5月に王興興によって設立された。

## 歴史
2013年、王興興は上海大学の大学院在学中に四足歩行ロボットの開発を始めた。彼の最初の四足歩行デバイスであるXDogは、2016年に修士論文のために開発された。このロボット犬はインターネットで話題となり、購入者や投資家を引きつけた。その後、王は中国企業のDJIで働いた後、退職して自身の会社Unitreeを設立することを決意した。
2021年、Unitreeはボストン・ダイナミクス社のSpotに酷似した四足歩行ロボットUnitree Go1を発売した。Unitree Go1はサイズはSpotの半分ほどで、価格は6分の1であった。Unitree Go1は12個のモーターを搭載しており、各モーターは最大トルク23.7 N⋅m (17.5 lbf⋅ft)を発生させ、最大30 rad/s（約280 rpm）の速度で回転することができる。『ウォール・ストリート・ジャーナル』の記事によると、Unitreeのロボット犬は砂、岩、土など、さまざまな地表をナビゲートできる。

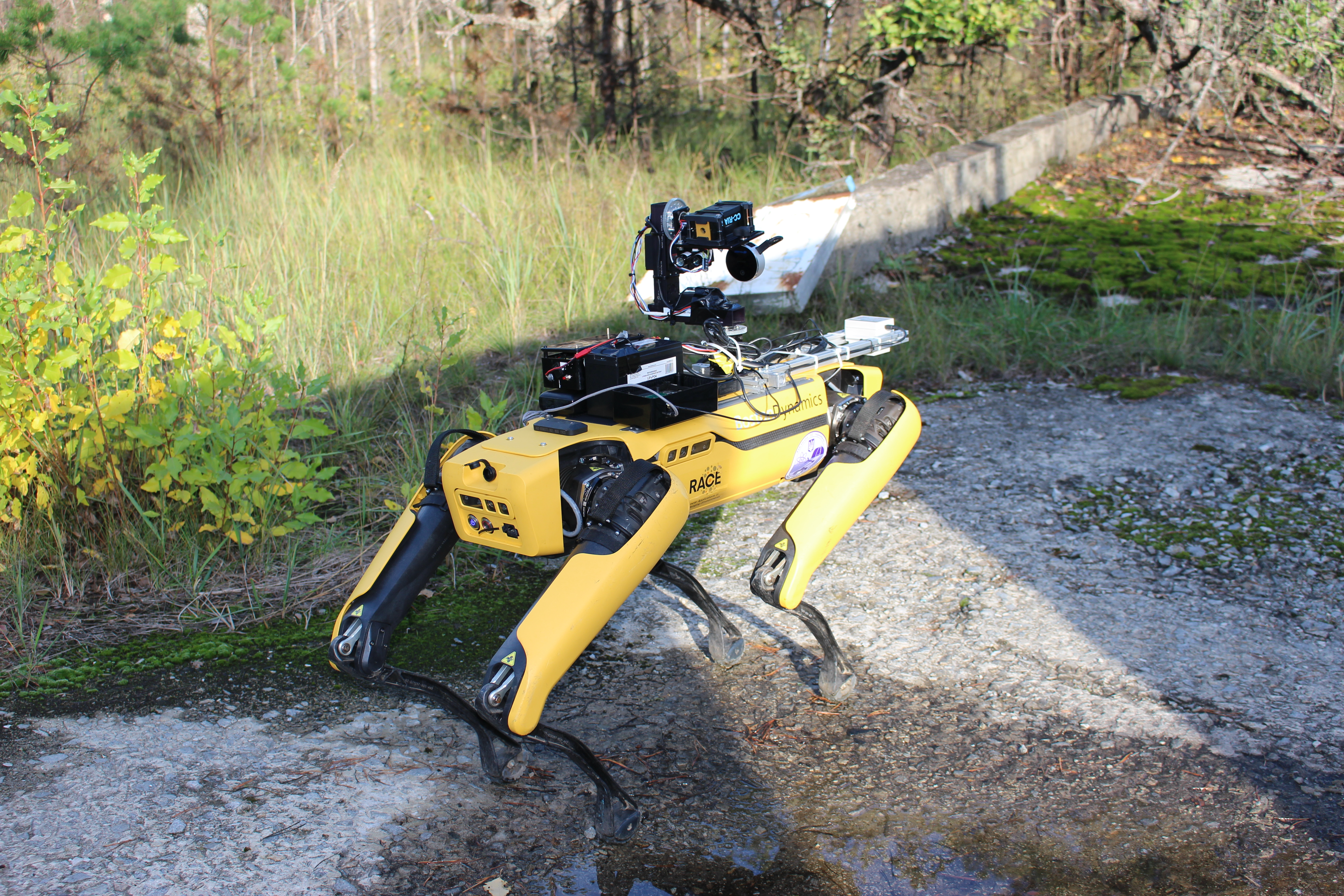
ボストンダイナミクスのSPOT

2024年4月、UnitreeはヒューマノイドロボットH1を紹介する動画を公開した。2024年8月、UnitreeはH1ロボットの改良版であるUnitree G1を、16,000米ドルの価格で量産向けに発売した。

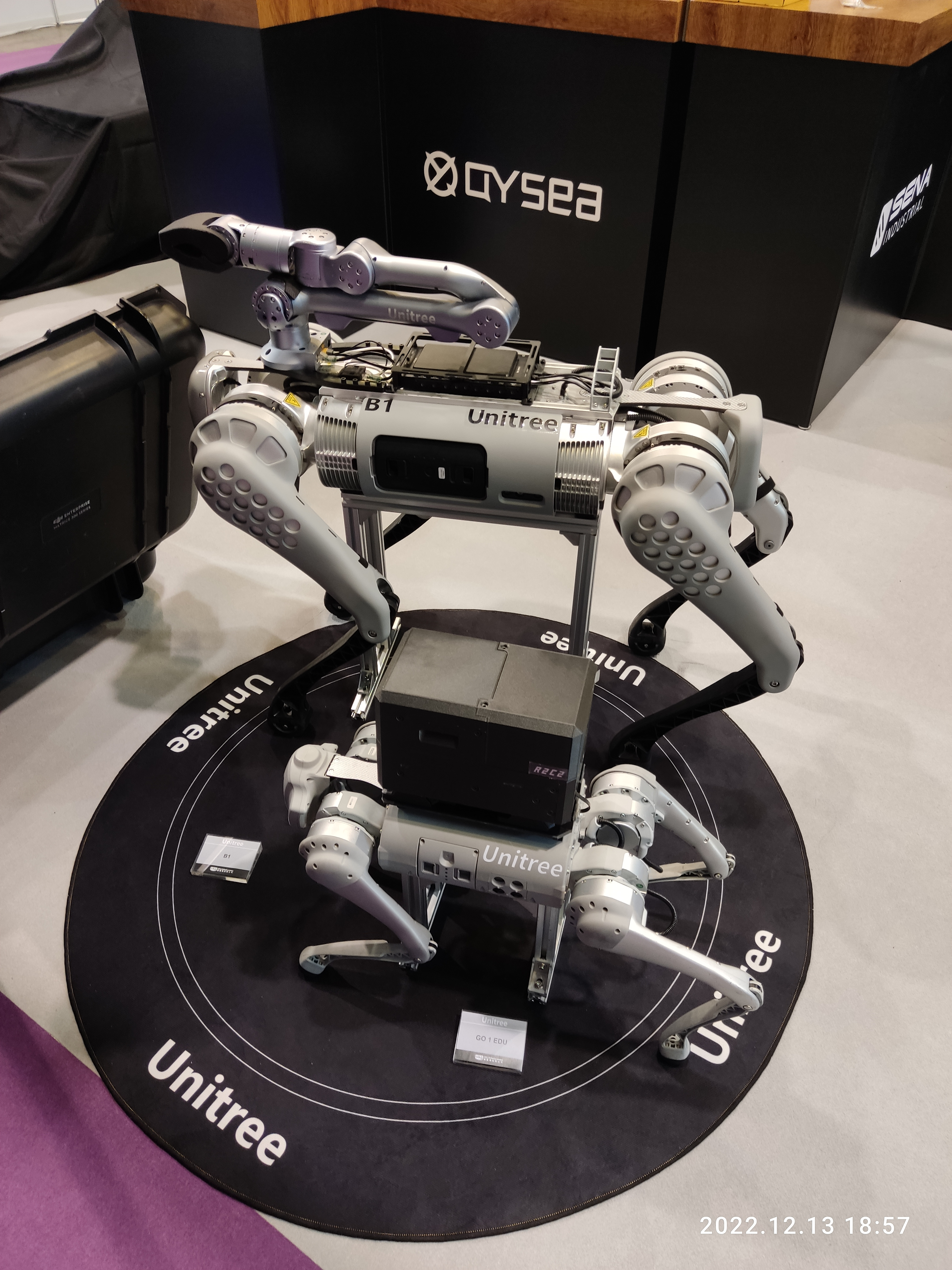
Unitree Go1

2025年1月、Unitreeはアメリカ合衆国ラスベガスで開催されたコンシューマー・エレクトロニクス・ショー (CES) で、同社の先進的なロボット技術を展示した。展示では、一般消費者向けの四足歩行ロボットGo2、その車輪付き脚型バリエーションGo2-W、産業用の車輪付き脚型ロボットB2-W、そして汎用ヒューマノイドロボットH1とG1が紹介された。この参加は、Unitreeが国際市場での存在感を拡大するというコミットメントを示すものであった。
セキュリティ研究者らは、Unitreeが自社製品にバックドアを仕込んでおり、それによって同社がUnitreeデバイスや、さらには同じネットワーク上の他のデバイスにリモートアクセスできる可能性があると主張した。Unitreeは、意図的なバックドアではなく、既に修正済みの脆弱性であったと反論した。
2025年4月、Unitreeが香港での新規株式公開 (IPO) の可能性を模索していると報じられた。

## 製品
Unitreeは、紅杉中国、経緯創投（マトリックス・パートナーズ）、順為資本などのベンチャーキャピタルからも支援を受けている。

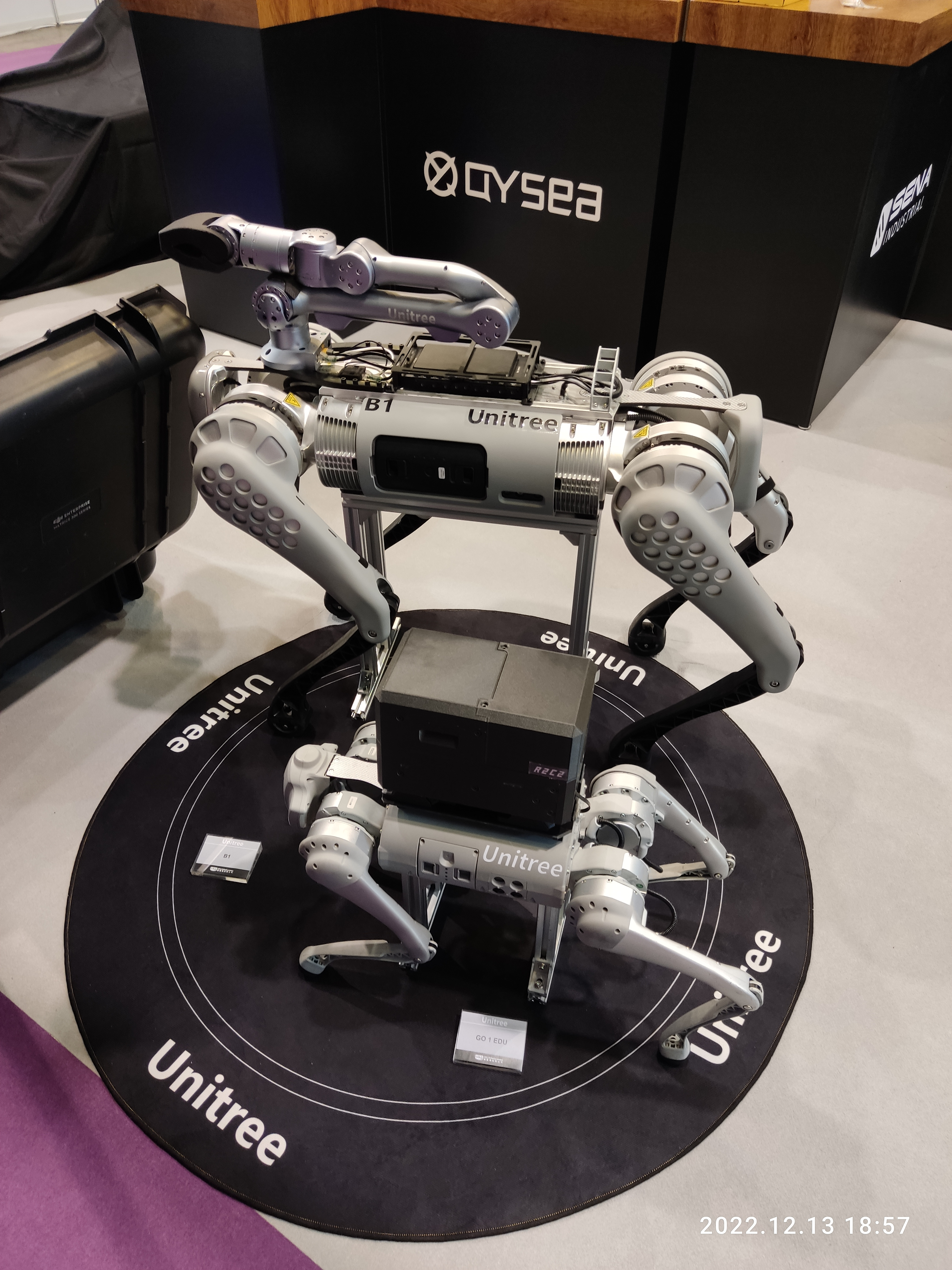
Unitree Go1とB1
Unitree Go2
Unitree H1
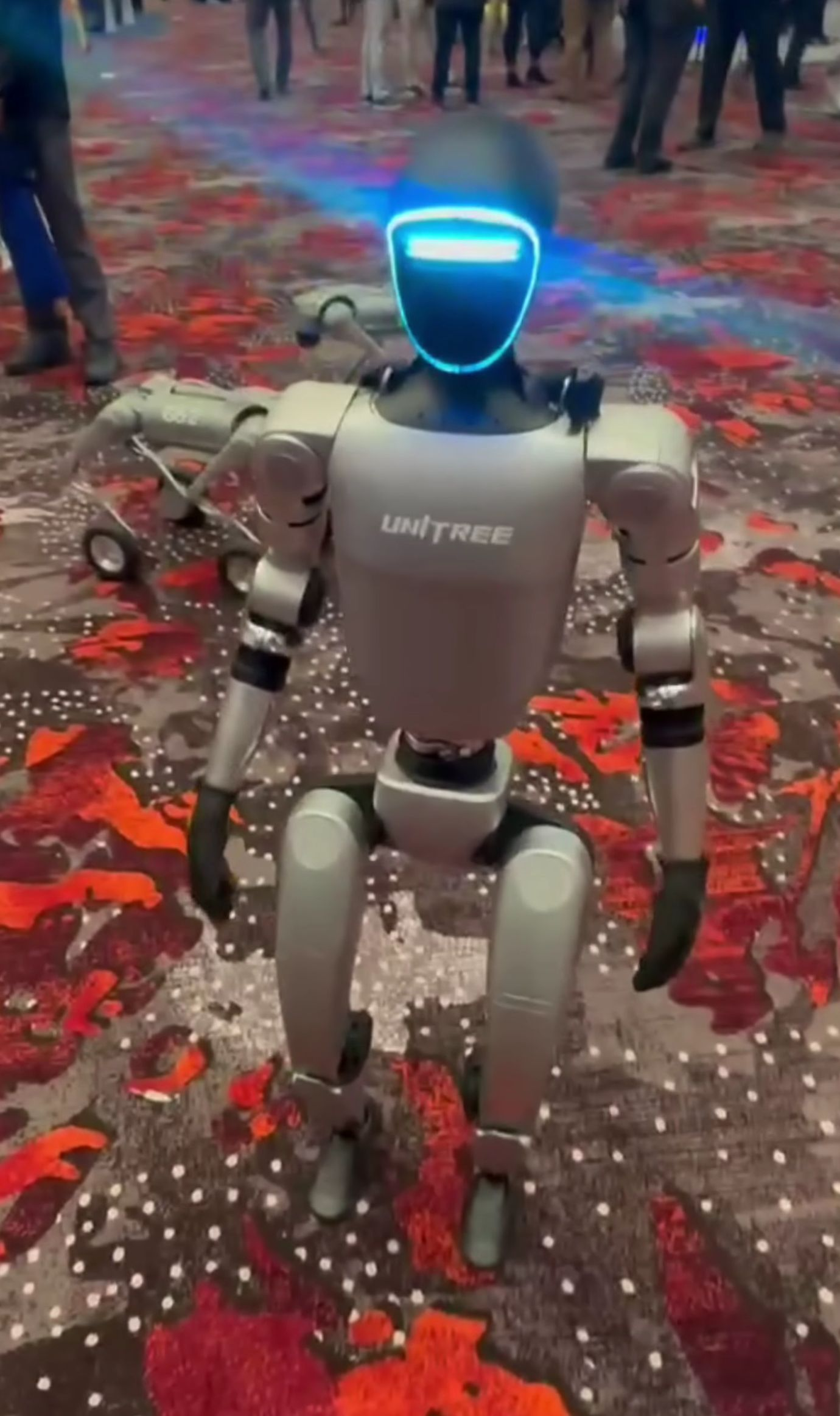
Unitree G1（UAV Expo 2024にて）

## 軍事利用

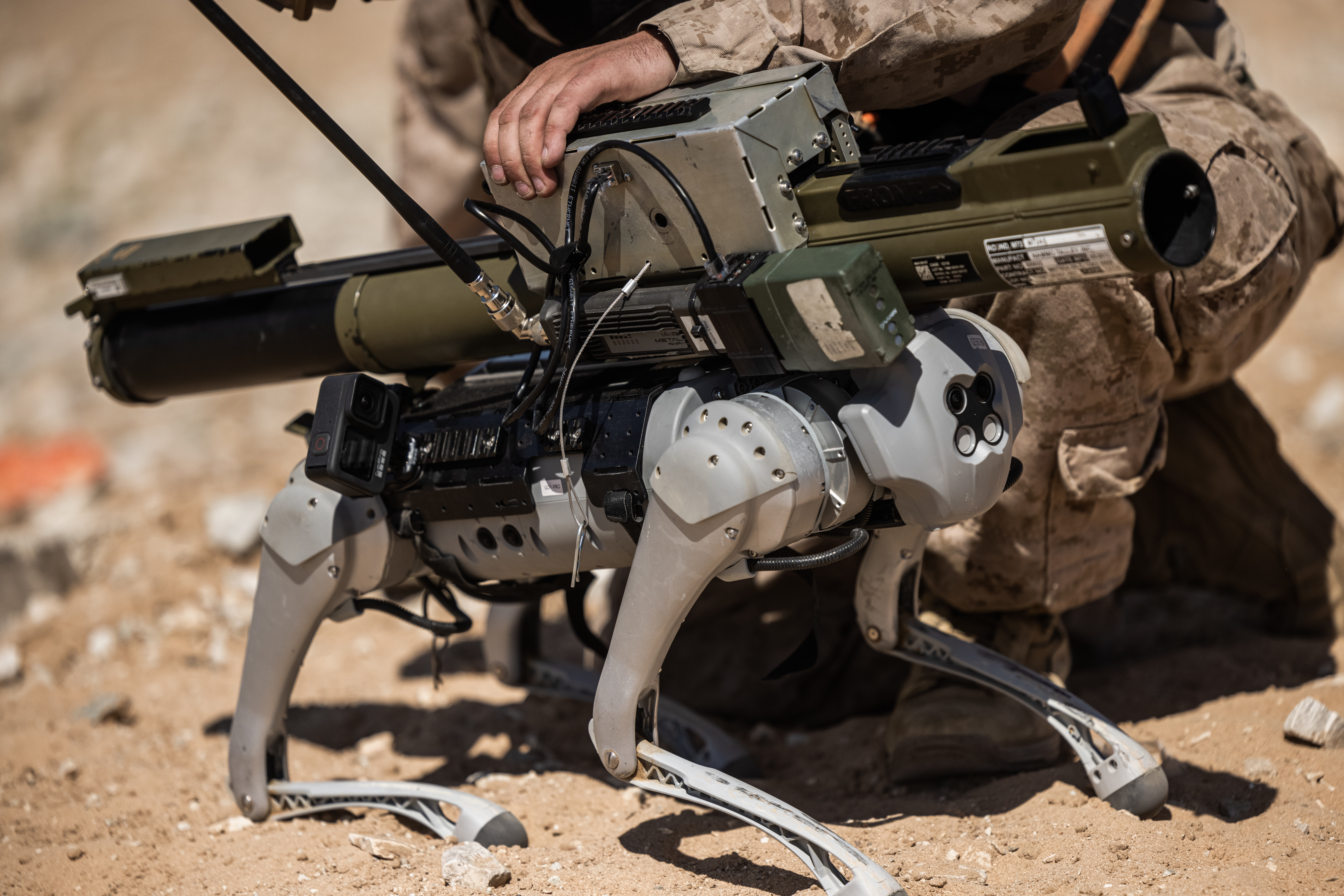
Unitreeロボットに搭載されたM72 LAWを発射試験するアメリカ海兵隊員。

2022年8月、Unitreeは同社のGo1ロボットがロシア軍によって使用されているとの報道について、疑惑を否定した。
2023年9月、アメリカ海兵隊はカリフォルニア州の海兵隊空地戦闘センター・トゥエンティナインパームズでの戦術訓練中に、Go1ロボット犬に固定されたM72 LAW対戦車ロケットランチャーを使用した。
2024年5月、『ガーディアン』紙は、Unitree Go2ロボットが中国とカンボジアの合同軍事演習中に使用され、背中に自動小銃を搭載していたと報じた。同紙によれば、これは中国中央電視台 (CCTV) が放送した映像に基づいている。Unitreeは同月、中国人民解放軍には自社製品を販売していないと述べた。